# ناحیه هورتون، میشیگان
ناحیه هورتون (به انگلیسی: Horton Township) یک منطقهٔ مسکونی در ایالات متحده آمریکا است که در شهرستان اوگماو واقع شده‌است.
 ناحیه هورتون  ۹۲۷ نفر جمعیت دارد و ۲۵۹ متر بالاتر از سطح دریا واقع شده‌است.